# Ctrl+Alt+Del

Ctrl+Alt+Del em um teclado QWERTY

O Ctrl+Alt+Del é uma combinação especial de teclas na maioria dos sistemas operacionais e consiste no pressionamento sequencial (porém mantendo-se as teclas pressionadas): Ctrl (ou Control), depois Alt (ou Alternative) e finalmente Del (ou Delete).
A sequência de teclas Ctrl+Alt+Del forma um comando presente em microcomputadores compatíveis IBM-PC desde a década de 1980. No Windows este comando abre uma janela que permite controlar os processos em atividade no momento e fechar o que está causando conflito ou instabilidade. Em alguns sistemas, ao ser pressionado duas vezes esta combinação de teclas o sistema é reiniciado.
Normalmente quando um aplicativo trava, usuários podem recorrer a combinação das teclas Ctrl+Alt+Del para destravar (reiniciar) o computador. O mesmo atalho pode ser acessado apertando as teclas Alt+Ctrl+Del, da mesma forma.

## História
A combinação de teclas Ctrl+Alt+Del foi criada por David Bradley, em 1980. Ele foi um dos 12 funcionários envolvidos na criação do PC da IBM. Na época, os engenheiros perceberam a necessidade de desenvolver uma maneira simples de reiniciar um computador quando ele travasse. Bradley fez então o desenvolvimento do código.

### Era DOS (1985-1995)
Nos Windows 1.0, 2.0 e 3.0, o computador é instantaneamente reiniciado. Essa é uma forma de destravar o computador.

### Era 9x (1995-2001)
Nos Windows 95, 98 e ME, aparece uma pequena janela mostrando os aplicativos em execução. Se Ctrl+Alt+Del for novamente pressionado, o computador é instantaneamente reiniciado.

### Windows XP
No Windows XP, há a Tela de Boas-Vindas. Se ela estiver ativada, o Gerenciador de Tarefas é iniciado, mostrando aplicativos e processos em execução, desempenho (uso de CPU e memória), Rede (conexão à Internet) e usuários em execução. Se ela estiver desativada, aparecerá uma tela com várias opções.

### Windows Vista, 7, 8 e 10
A partir do Windows Vista, não há opção de desativar a Tela de Boas-Vindas. Apesar disso, no caso do Vista e do 7, a partir da edição Home Basic é possível desativar a Troca Rápida de Usuário. Não há esse recurso na versão Starter.
A combinação CTRL+ALT+DEL, apesar de muito popular entre os usuários do Windows e presente desde as primeiras versões do sistema, exige as duas mãos para ser ativada. Conforme o ZDNet explica, a escolha dessas teclas específicas ocorreu para evitar que o comando fosse ativado de forma acidental.